# شؤون داخلية (فلم)
شؤون داخلية فيلم غموض وجريمة أمريكي من إنتاج العام 1990، صُوّرت أحداثه في لوس أنجلوس.

## القصة
انضم الشاب ريموند أفيلا لشرطة الشؤون الداخلية بلوس أنجلوس، بدأ أفيلا هو وشريكته أيمي بالبحث بدقة حول أنشطة شركة دنيس بيك المالية القابضة التي تشير إتجاهاتها إلى كسب ونشاط غير مشروع، ومن خلال التحقيقات اتضح مشاركة بيك في العديد من الأنشطة الإجرامية والمشكوك بها . وقد عرف بيك أيضا بشخصيته الغامضة والمناورة. 

## روابط خارجية
- شؤون داخلية على موقع IMDb (الإنجليزية)
- شؤون داخلية على موقع ميتاكريتيك (الإنجليزية)
- شؤون داخلية على موقع روتن توميتوز (الإنجليزية)
- شؤون داخلية على موقع نتفليكس (الإنجليزية)
- شؤون داخلية على موقع قاعدة بيانات الأفلام العربية
- شؤون داخلية على موقع ألو سيني (الفرنسية)
- شؤون داخلية على موقع Turner Classic Movies (الإنجليزية)
- شؤون داخلية على موقع أول موفي (الإنجليزية)
- شؤون داخلية على موقع بوكس أوفيس موجو (الإنجليزية)
- شؤون داخلية على موقع فيلمافينيتي (الإسبانية)